# Fastida
Fastida – pierwszy znany władca Gepidów żyjący w drugiej połowie III wieku n.e. Z sukcesami walczył z Burgundami. Goci odnieśli sukces osadniczy w krainie Oium, czego zazdrościli im Gepidowie zajmujący leśne obszary północnego Siedmiogrodu. Król Fastida próbował zawładnąć częścią tej gockiej krainy i w tym celu zawarł sojusz z Wandalami-Hastingami przeciwko Terwingom i Tajfalom. Konflikt czterech plemion miał miejsce w Siedmiogrodzie, w drugiej połowie III wieku i zakończył się zwycięstwem strony gocko-tajfalskiej.